# Dagmar Kofoed
Dagmar Kofoed, född 6 mars 1887 i Frederikssund, Danmark, död 8 februari 1908 på Tågaborg i Helsingborg, var en 20-årig dansk prostituerad.
Kofoed blev mördad och det brutala mordet på Dagmar Kofoed är ett av de mest omtalade brottsfallen i Helsingborgs historia och påverkade utvecklingen av polisväsendet i staden.

## Biografi
Dagmar Kofoed föddes i Frederikssund på nordvästra Själland som dotter till urmakaren Christian Valdemar Kofoed och modern Nilsine Petrea Kofoed. När Dagmar Kofoed var liten flyttade familjen till Köpenhamn när fadern plötsligt avled och familjen fick försörja sig på egen hand. När Dagmars mamma gick bort 1902 fick den nu föräldralösa Dagmar, som så många andra flickor i liknande situation, ta anställning som tjänsteflicka. Hon vantrivdes dock i sin påtvingade yrkesroll och började dra sig till varietéscenen då hon visade sig ha konstnärliga drömmar. I december 1906 blev hon anställd som sångerska hos den berömde Lorry Feilberg där hon fick sjunga revyvisor på Operetten på Frederiksberg, men redan i mars året därpå tvingades hon sluta på grund av "publikens unheldighed", exakt varför är oklart. 
Därefter sjönk Dagmar djupare ner i Köpenhamns undre värld, hamnade i dåligt sällskap och började försörja sig som prostituerad. Vid den här tiden träffade hon också en "fästman", den jämnårige Jens Osvald Lauritzen, formellt kypare men även känd som trollerikonstnären "La Gardie" och de sammanbodde på olika adresser på Vesterbro och hon stundvis agerade hans assistent samtidigt som hon fortsatte att utöva sitt "lösaktiga leverne". Tillsammans med två andra danska kvinnor, Anna Maria Nielsen och Vilhelmina Regine Breil, åkte Dagmar på regelbundna helgvisiter till Helsingborg för att extraknäcka och slippa konkurrensen från gatflickorna hemma i Köpenhamn. De tre kallades "Raadhusduerne" och var väl kända hos Helsingborg sedlighetspolis. Det påstås att hon beklagat sig över den väg hennes liv tagit, men när hon fick rådet att uppta arbetet som tjänsteflicka svarade hon att hon ville "hellre dö än tjäna" och på den punkten verkade hon orubblig.

## Mordet
Natten till den 8 februari, då det rådde snöstorm med orkanstyrka, sågs Dagmar sist i livet när hon lämnade centrala Helsingborg för att gå arm i arm med en okänd mansperson och med denne gå upp mot Tågaborg. Hon hittades ett par dagar senare mördad på en högt belägen åker vid "Stampen" mellan Tågaborg och Stattena (platsen är idag helt bebyggd och utgörs av nuvarande Föreningsgatan). Hon hade ett krossår över högra ögat och en blodig näsduk instoppad i svalget. Hennes kläder var sönderrivna och den halvnakna kroppen påträffades liggande ovanpå den långa röda kappa hon var känd för att bära. Själva överfallet skedde sannolikt vid häcken nära Tågagatan och Pehrssons odlingar där det gick en upptrampad gångstig  - kroppen hade därefter flyttats till fyndplatsen av mördaren, och då hennes tillhörigheter låg utspridda vid häcken runt en 15 cm stor blodpöl kunde man dra slutsatsen att det hade gått våldsamt till. Obduktionen visade att hon kvävts till döds med den sidenhalsduk (hennes egen) som påträffades hårt åtdragen runt hennes hals och bunden med dubbla knutar. De exakta omständigheter kring själva mordet förblir oklara, men genom sin råhet väckte fallet under lång tid enormt uppseende på båda sidor av Öresund. 

## Reaktioner
Fallet väckte stor uppmärksamhet och engagemang bland helsingborgarna. Bland annat samlade direktören för hotell Mollberg in pengar för att utfästa en belöning till den som kunde lämna uppgifter av betydelse för gripandet av förövaren. Även så sent som 2004 och 2017 var intresset stort för att få veta mer om mordet, när författaren Glenn Gustaf Lauritz Andersson föreläste för en full hörsal på Helsingborgs Stadsbibliotek.

## Effekter
Mordet på Dagmar Kofoed fick betydelse för den polisiära utvecklingen i Helsingborg, då det uppdagades hur oförberedda och oförmögna den lokala "detectiva polisen" var att hantera ett sådant våldsdåd. Bland annat lade detektivöverkonstapel J. P. Ström locket på fallet genom att klassa det som ett "självmord". Skandalen ledde till en hetsig debatt i pressen om huruvida en modern reformerad kriminalavdelning borde inrättas. Missnöjet mot polisens hantering var så stor att de polisiära myndigheterna bestraffades med en så kallad misstroendeförklaring under ett sammanträde i kommunfullmäktige. Redan året därpå fick en regelrätt kriminalpolisavdelning, med fokus på svårlösta brott, se dagens ljus i Helsingborg. Som nyinsatt kriminalkommissarie tog den mycket kompetente och redan erfarne Henrik Stjernström själv på sig att göra en egen utredning av fallet vid sidan av sina ordinarie arbetsuppgifter och fick under åren 1911-12 upp spåret på en dansk serieförövare vid namn Hans Christian Madsen, som då redan satt på Horsens fängelse för andra våldsbrott - han forslades över till Helsingborg och det visade sig att han varit i staden vid den aktuella tidpunkten, och erkände också att han kände henne ytligt men i övrigt erkände han ingenting (däremot erkände han andra liknande mord i Sverige). I brist på bevis kunde han dock inte dömas för brottet, till Stjernströms stora besvikelse - mordet på Dagmar Kofoed preskriberades 1933 utan att någon dömts och anses därmed olöst även om Stjernström mot sin vilja erhöll en officiell belöning. Mordet hade i många år lokal kultstatus och har genom åren alltmer blivit mytologiserat och sammankopplat med konspirationsteorier, vilka dock mer och mer avmystifierats i senare tiders forskning av bl.a. författaren Glenn Lauritz Andersson (se fotnot 1).